# پرچم کامرون

پرچم کامرون

پرچم کامرون با تناسب ۲:۳ در ۲۰ مه ۱۹۷۵ پذیرفته شد. این پرچم که در آن از رنگ‌های پان‌آفریقایی سبز، زرد و قرمز استفاده شده است از سه نوار عمودی هم‌اندازهٔ سبز (در بخش اهتزاز پرچم)، سرخ و زرد تشکیل یافته و ستارهٔ زردرنگ پنج‌پری نیز در میان پرچم و نوار سرخ رنگ قرار دارد. نوع قرارگیری و اندازهٔ نوارها در پرچم کامرون یادآور پرچم فرانسه است که در دوران استعمار و پیش از استقلال یافتن کامرون بیشتر قلمرو آن را در اختیار خود داشت.

## نمادشناسی
در پرچم کامرون:
- رنگ سبز نماد پوشش گیاهی غنی جنوب کشور و امید به آینده[۱][۲]
- سرخ نماد استقلال[۱] و اتحاد[۱][۲]
- زرد نماد ساواناهای شمال کامرون،[۱][۲] شادی[۲] و خورشید که منبع شادی ملت است.[۱]
- ستارهٔ پنج‌پر که به آن ستارهٔ اتحاد نیز گفته می‌شود[۲] نماد وحدت کشور است.[۱]

## پرچم‌های دیگر

پرچم کامرون ۱۹۵۷-۱۹۶۱
پرچم کامرون بریتانیا
پرچم پیشنهادی برای کامرون آلمان ۱۹۱۴